# Skuld
Skuld (altnordisch skuld „Schuld“, vielleicht auch ,Zukunft‘) ist neben Urd und Verdandi eine der drei Nornen in der nordischen Mythologie. Ihr Name stammt wie der Name ihrer Schwester Verdandi aller Wahrscheinlichkeit nach nicht aus alter Überlieferung, sondern ist eine mittelalterliche Schöpfung nordischer Dichter in Anlehnung an gängige mittelalterliche Vergangenheit-Gegenwart-Zukunfts-Konzepte der drei Moiren beziehungsweise Parzen. Die mythische Figur hinter dem Namen kann aber als Teil einer namenlosen Frauendreiheit durchaus älter sein.
Nur der Name Skulds drückt aus, dass sie für die Zukunft steht. Das bedeutet offenbar innerhalb der nordischen Schicksalsvorstellungen das der Vergangenheit Geschuldete. Das ist das Geschehen, das noch zu geschehen hat, weil es auf Grund des Vergangenen nicht anders geschehen kann.
Skuld ist zugleich der Name einer nordischen Walküre, die vielleicht namensgebend für die Norne war.